# Francis Charteris (Lord Elcho)
Francis Wemyss Charteris, Lord Elcho (31 janvier 1749 - 20 janvier 1808) est un noble écossais et membre du Parlement.

## Biographie
Il est le fils unique de Francis Charteris, deuxième fils de James Wemyss (5e comte de Wemyss). Le fils aîné du cinquième comte, David Wemyss, Lord Elcho est déclaré hors la loi pour son rôle dans le soulèvement jacobite de 1745. Après la mort du comte en 1756, le comté devient vacant.
Charteris est élu au Parlement pour le district de Haddington de Burghs en 1780. À partir de 1784, il s'oppose au gouvernement de William Pitt le Jeune.
En 1787, l'oncle de Charteris, Lord Elcho (qui est de jure le 6e comte de Wemyss), meurt. Le père de Charteris n'ayant pas été déclaré hors la loi lui-même, il prend le titre de 7e comte de Wemyss, Charteris lui-même assumant le titre subsidiaire de Lord Elcho. À l'époque, les fils aînés de pairs écossais ne sont pas autorisés à représenter les circonscriptions écossaises au Parlement, et après un débat sur la question, Charteris doit quitter son siège. Bien qu'il ait été établi par la suite que le comté de Wemyss restait vacant et que son père n'est pas après tout un pair écossais, Charteris ne tente pas de réintégrer le Parlement.
Charteris meurt le 20 janvier 1808 à Amisfield House, East Lothian, et est inhumé à la St Mary's Collegiate Church, Haddington.

## Mariage et descendance
Francis Charteris épouse en 1771 Susan, fille d'Anthony Keck et petite-fille de James Hamilton (4e duc de Hamilton). Ils ont un fils et quatre filles:
- Francis, qui devient le 8e comte de Wemyss
- Henrietta Charlotte Elizabeth, qui épouse George Grey (6e comte de Stamford)
- Susan, qui épouse Henry Clinton (général) (en)
- Katharine, qui épouse Edward Richard Stewart
- Augusta, qui épouse Warner Westenra (2e baron Rossmore).

En 1818 - après la mort de Francis Chateris - sa veuve Susan Chateris (alors la douairière Lady Elcho) change son nom de famille en Tracy pour hériter de la succession de son oncle Robert Tracy, à la mort de sa sœur aînée,.